# Lee Jun-ki (Fußballspieler)
Lee Jun-ki (kor. 이준기; * 25. April 1982) ist ein ehemaliger südkoreanischer Fußballspieler.

## Karriere
Lee Jun-ki erlernte das Fußballspielen in der Schulmannschaft der Bupyeong High School sowie in der Universitätsmannschaft der Dankook-Universität. Seinen ersten Vertrag unterschrieb er 2002 beim Anyang LG Cheeta, dem heutigen FC Seoul. Der Verein aus Seoul spielte in der ersten Liga, der K League. Bis Juli 2006 stand er in Seoul unter Vertrag. Von 2003 bis 2005 wurde er an den Police FC ausgeliehen. Zu den Spielern des Vereins zählen südkoreanische Profifußballer, die ihren zweijährigen Militärdienst ableisten. 2006 wechselte er zum Ligakonkurrenten Chunnam Dragons. Mit dem Fußballfranchise aus Gwangyang gewann er 2006 und 2007 den Korean FA Cup. 2006 besiegte man die Suwon Samsung Bluewings, 2007 gewann man gegen die Pohang Steelers. 2013 ging er nach Thailand. Hier unterschrieb er einen Vertrag beim TOT SC. Der Verein aus der Hauptstadt Bangkok spielte in der ersten Liga, der Thai Premier League. Ende 2015 musste er mit dem Klub den Weg in die Zweitklassigkeit antreten. Nach dem Abstieg verließ er TOT und schloss sich dem Zweitligisten PTT Rayong FC aus Rayong an. Für Rayong spielte er bis Mitte 2017. Die Rückserie 2017 spielte er für den Drittligisten Samut Sakhon FC. Mit dem Verein aus Samut Sakhon wurde er am Ende der Saison Meister der Thai League 3 (Lower Region) und stieg somit in die zweite Liga auf. Die Saison 2018 stand er für den Drittligisten Phuket City FC auf dem Spielfeld. Nach Ende der Saison beendete er seine Karriere als aktiver Fußballspieler.

## Erfolge
Chunnam Dragons
- Korean FA Cup: 2006, 2007

Samut Sakhon FC
- Thai League 3 – Lower: 2017  ▲